# Communauté csángó de Roumanie
La communauté csángó de Roumanie (en roumain : Ceangăi din România ; en hongrois : Romániai csángók) est une communauté ethnique de Roumanie. Elle se concentre essentiellement en Moldavie roumaine, autour de Bacău en frontière du pays sicule. Il existe également des communautés csángó vers Brașov et en Dobroudja. Bien que de langue hongroise, cette communauté n'est pas assimilée à la communauté magyare de Roumanie. 
Lors du recensement roumain de 2002, 1 370 personnes se sont déclarées appartenir à la communauté csángó, essentiellement dans le Județ de Bacău. La présence d'une forte communauté catholique romaine (119 618 personnes en 2002) dans un pays majoritairement orthodoxe laisse penser à une forte roumanisation des Csángós, au point qu'une bonne partie d'entre eux ne revendique plus cette appartenance culturelle.